# 憤怒的菩薩
《憤怒的菩薩》（英語：Bodhisattva in Storm），2018年台灣時代劇。本劇改編自作家陳舜臣的同名小說，由吳慷仁、巫建和、劉品言、林思宇、郭鑫、柯宇綸領銜主演，全劇於2018年2月拍攝完畢，公視主頻預計2018年8月18日上檔。該片獲選為2018年桃園電影節開幕片。另製作單位亦推出「憤怒的菩薩-超前導之卷」數位敘事官網 （页面存档备份，存于）。該網站以戲劇場景保存為主軸，運用360度環景拍攝技術保存多組「憤怒的菩薩」拍攝時所搭建的戲劇場景。

## 播出時間
| 頻道     | 所在地 | 播映日期      | 播出時間                       |
| -------- | ------ | ------------- | ------------------------------ |
| 公視主頻 | 臺灣   | 2018年8月18日 | 每週六 21:00-23:00（連播兩集） |
| 公視+    | 臺灣   | 2018年8月18日 | 每週六 21:00-23:00（連播兩集） |

## 劇情大綱
1946年，即終戰後的第一年，臺澎地區被移交給中華民國管轄、日本殖民政府撤退、中日文在台灣交錯發聲。楊輝銘與好友中國留學生陶展文自日返臺；1946年的敏感時期，曾經協助日本的有力人士皆被視為「漢奸」，仍留在台灣的日本軍官川崎少佐此時卻被殺害。楊輝銘女友林彩琴的哥哥林景維與其世交陸宙之前赴中國大陸投身抗日組織，傳言兩人已死。在川崎少佐被殺害後，林景維竟然現身，死而復生。推理能力過人的陶展文開始調查，未料掀開背後更大的秘密。

## 演員列表

### 主要演員
| 演員   | 角色   | 英文名         | 介紹 |
| 吳慷仁 | 陶展文 | Tao Zhan-Wen   | 二戰爆發前即赴日本求學的中國留學生，行事沈穩心思縝密，邏輯與觀察能力過人，在日留學期間結識了臺裔貿易商之子楊輝銘，兩人成為終身摯友， 並聯手偵破震驚社會的『三色之家』殺人案而聲明大噪。雖畢業於日本第一流大學，但戰後情勢混亂，在父親建議下接受好友楊輝銘邀請，展開了臺灣之旅。                                                                                            |
| 巫建和 | 楊輝銘 | Iûⁿ Hui-Bêng   | 出生於日本的臺灣人子弟，戰後失去國籍，成了『在日臺灣人』。自幼接受日本校教育，但卻對「祖國」充滿莫名的嚮往，因此在大學攻讀中文，希望成為作家或記者。楊輝銘也是個推理小說愛好者，對陶展文的思考能力十分佩服，兩人一起偵破『三色之家』案後，常躍躍欲試希望能再展身手，解開更多難解的謎團。這次與陶展文一同到臺灣是為了向交往已久的林彩琴家提親，並期待能在臺灣尋求發展機會。 |
| 劉品言 | 林珠英 | Lîm Chu-Eng    | 林金勝、林陳秀玉之長女，沈穩內斂，文靜而優雅，是天生的美人胚子。在冷冽的外表下，內心卻對愛情異常執著而堅貞，視從小一起長大的青梅竹馬陸宙為終身伴侶，甚至曾計畫與陸宙一起留學，卻因被父母阻攔而未能成行，只能獨自留在台灣，等待陸宙歸來。 |
| 林思宇 | 林彩琴 | Lîm Chhái-Khîm | 林金勝、林陳秀玉之幼女，楊輝銘的未婚妻。林珠英之妹。自幼受父母寵愛，因與兄長年齡差距較大，不特別熟識。個性活潑開朗、俏皮中帶點任性，性格與姐姐珠英完全相反，有主見並追求自己的理想，對一切新的事物充滿好奇，自許為新時代女性，穿著打扮走在流行前端。 |
| 柯宇綸 | 陸宙   | Lo̍k Tiū        | 陸樞堂、陸阿錦之長子，戰前從臺灣至中國參加抗日活動。出生地方望族書香世家，個性耿直、善良，熱血而富有正義感。他雖然愛珠英，卻也希望追求理想。年輕氣盛的陸宙，原本就反對日本殖民統治，因此在中日戰爭爆發後，不惜冒著風險與林景維一起遠走上海。不料，卻傳出葬身於中國。 |
| 劉冠廷 | 林景維 | Lîm Kéng-Uî    | 林金勝、林陳秀玉之長子，自幼便受期待能接管家業，一方面繼承家族光環與資產，另一面又受到層層束縛，因此常有希望掙脫一切綑綁、尋求自我價值的衝動，因此易受旁人鼓吹誘惑而憑一股熱情任意行動。林景維後與地方望族陸家長子陸宙同赴日本求學，之後因戰爭渡海至上海尋找發展機會，戰爭期間曾有死亡的傳聞，卻在戰後回到了菩薩。                                                         |

### 其他演員
| 演員   | 角色     | 英文名           | 介紹 |
| 郭鑫   | 葉古嘎   | Ye Gu-Ga         | 中校，與崔沂生同樣任職於戰後成立的臺灣省警備總部，在臺負責督導接收在台日軍的任務。他原本是個野戰專家，個性嚴謹，說話時帶著鄉音，到台灣後，行事作風常與本地人格格不入，但卻是個使命必達的典型軍人。 |
| 張翰   | 崔沂生   | Cui Yi-Sheng     | 上校，來台擔任接收工作。崔上校的態度沈穩、心思細密，戰後與葉古嘎一同被調任至臺灣警備總部，負責督導接收在臺日軍的任務，因此來到菩薩庄，進而參與菩薩命案的調查工作。 |
| 賀一航 | 林金勝   | Lîm Kim-Sèng     | 在日本殖民末期，曾擔任菩薩庄長，也是地方上的商業領袖，與大稻埕多有生意上的往來。因為長子林景維成為「抗日分子」而受到來自日本官方的壓力，為了維持家族的生存，因此響應「皇民化運動」，進而出任庄長。林金勝的交際手腕圓滑，雖然貴為庄長，但也懂得何時放下身段，由於積極參與「皇民化運動」而被地方人士視為親日派，因此戰後國民政府來台，林金勝的身份劇變，突然成為漢奸清查對象，但林景維的「復活」卻為他帶來平反的希望。 |
| 陸弈靜 | 林陳秀玉 | Lîm-Tân Siù-Gio̍k | 林金勝之妻，平時輔佐丈夫的生意，家中大小事務也都由她作主，在家中屬於主事者身份，態度有時較為堅硬，與陸母是從小到大的好朋友。 |
| 吳朋奉 | 陸樞堂   | Lo̍k Chhu-Tông    | 現任菩薩庄長，地方紳士，生於傳統書香世家。前幾代祖先甚至當過清朝時的進士，也因此陸家一直維持著書香世家的傳統，並一直在地方上經營著私塾「啟志書院」及代書業務。日治時期並未隨著林家一起親日，有著知識份子的堅持，在地方一直有一定的聲望。國民政府來臺後接下庄長任務就是為了維持地方秩序不致混亂。 |
| 應采靈 | 陸柯錦   | Lo̍k-Koa Kím      | 陸樞堂之妻，台灣傳統女士，平常勤儉持家，與林母感情十分要好，直到獨生子陸宙與林景維前往大陸，雙方開始責怪對方。 |
| 林志儒 | 劉文振   | Liu Vun-Ziin     | 男，40歲，客家人，本名劉文振。日治時期擔任巡查，國民政府接收台灣後，突然升職成為暫代所長。做為一個曾為殖民統治協力者的基層警察，他在面對新的上級命令時，經常左支右絀，必須在夾縫中求生存，遇到發生在菩薩庄的重大命案，成為他警察生涯的重大挑戰，希望透過陶展文、楊輝銘的協助，渡過難關。 |

## 獎項紀錄
| 年度   | 大獎         | 獎項                     | 入圍者     | 結果 |
| ------ | ------------ | ------------------------ | ---------- | ---- |
| 2019年 | 第54屆金鐘獎 | 迷你劇集獎               | 憤怒的菩薩 | 提名 |
| 2019年 | 第54屆金鐘獎 | 迷你劇集／電視電影導演獎 | 許肇任     | 提名 |
| 2019年 | 第54屆金鐘獎 | 戲劇類節目攝影獎         | 韓紀軒     | 獲獎 |
| 2019年 | 第54屆金鐘獎 | 燈光獎                   | 丁海德     | 提名 |

## 外部連結
- 憤怒的菩薩 線上看 （页面存档备份，存于）（公視+ OTT線上影音平台）
- 憤怒的菩薩-超前導之卷 （页面存档备份，存于）（官方網站）
- 憤怒的菩薩的Facebook專頁

| 臺灣 公視主頻 每週六 21:00 - 23:00                                        | 臺灣 公視主頻 每週六 21:00 - 23:00          | 臺灣 公視主頻 每週六 21:00 - 23:00 |
| ------------------------------------------------------------------------- | ------------------------------------------- | ---------------------------------- |
|                                                                           | 憤怒的菩薩 （2018年8月18日－2018年8月25日） |                                    |
| 你的孩子不是你的孩子 （2018年7月7日－2018年8月4日）怨女 （2018年8月11日） | 雙城故事 （2018年9月1日－2019年1月26日）    |                                    |